# Lista rezervațiilor naturale din județul Argeș
Lista rezervațiilor naturale din județul Argeș cuprinde ariile protejate de interes național (rezervații naturale), situate pe teritoriul administrativ al județului Argeș, declarate prin Legea Nr. 5 din 6 martie 2000 (privind aprobarea Planului de amenajare a teritoriului național - Secțiunea a III-a - arii protejate).

## Lista ariilor protejate
| Denumirea ariei protejate               | Cod       | Localizare                           | Categorie IUCN | Tip                       | Suprafață (ha) | Observații (foto)              |
| --------------------------------------- | --------- | ------------------------------------ | -------------- | ------------------------- | -------------- | ------------------------------ |
| Avenul din Grind                        | RONPA0129 | Dâmbovicioara                        | IV             | speologic                 | 0,50           |                                |
| Calcarul numulitic de la Albești        | RONPA0119 | Albeștii de Muscel                   | III            | geologic și paleontologic | 1,50           | monument al naturii            |
| Golul alpin Moldoveanu - Capra          | RONPA0122 | Arefu Nucșoara                       | IV             | mixt                      | 5.000          | Golul Alpin Moldoveanu - Capra |
| Golul alpin Valea Rea - Zârna           | RONPA0853 | Munții Făgăraș                       | IV             | mixt                      | 6.480          | declarată prin HG 2151/2004    |
| Granitul de la Albești                  | RONPA0117 | Albeștii de Muscel                   | III            | geologic                  | 0,50           | monument al naturii            |
| Lacul Bascov                            | VI.3      | Bascov                               | IV             | avifaunistic              | 162            | declarată prin HG 2151/2004    |
| Lacul lui Bârcă                         | RONPA0855 | Davidești                            | IV             | botanic                   | 20,40          | declarată prin HG 2151/2004    |
| Lacul Buda                              | RONPA0138 | Nucșoara                             | III            | mixt                      | 0,40           | monument al naturii            |
| Lacul Galbena IV                        | RONPA0141 | Rucăr                                | III            | mixt                      | 0,20           | monument al naturii            |
| Lacul Hârtop I                          | RONPA0133 | Rucăr                                | III            | mixt                      | 0,30           | monument al naturii            |
| Lacul Hârtop II                         | RONPA0134 | Rucăr                                | III            | mixt                      | 0,35           | monument al naturii            |
| Lacul Hârtop V                          | RONPA0135 | Rucăr                                | III            | mixt                      | 1              | monument al naturii            |
| Lacul Iezer, Munții Făgăraș             | RONPA0130 | Nucșoara                             | III            | mixt                      | 0,60           | monument al naturii            |
| Lacul Izvorul-Mușeteică                 | RONPA0139 | Nucșoara                             | III            | mixt                      | 0,30           | monument al naturii            |
| Lacul Jgheburoasa                       | RONPA0132 | Rucăr                                | III            | mixt                      | 2              | monument al naturii            |
| Lacul Mănăstirii                        | RONPA0136 | Rucăr                                | III            | mixt                      | 0,60           | monument al naturii            |
| Lacul Scărișoara Galbenă                | RONPA0140 | Rucăr                                | III            | mixt                      | 2              | monument al naturii            |
| Lacul Valea Rea                         | RONPA0137 | Rucăr                                | III            | mixt                      | 0,50           | monument al naturii            |
| Lacul Zârna                             | RONPA0131 | Rucăr                                | III            | mixt                      | 0,50           | monument al naturii            |
| Locul fosilifer Suslănești              | RONPA0118 | Suslănești                           | III            | paleontologic             | 3,50           | monument al naturii            |
| Microrelieful carstic de la Cetățeni    | RONPA0116 | Cetățeni                             | IV             | geologic și peisagistic   | 10             |                                |
| Poiana cu narcise Negrași               | RONPA0120 | Negrași                              | IV             | floristic                 | 4.10           |                                |
| Peștera Dâmbovicioara                   | RONPA0126 | Dâmbovicioara                        | IV             | speologic                 | 0,50           | Peştera Dâmbovicioara          |
| Peștera Dobreștilor                     | RONPA0124 | Dâmbovicioara                        | IV             | speologic                 | 0,50           |                                |
| Peștera nr. 15                          | RONPA0125 | Dâmbovicioara                        | IV             | speologic                 | 0,50           |                                |
| Peștera de la Piscul Negru              | RONPA0123 | Arefu                                | IV             | speologic                 | 0,50           |                                |
| Peștera Stanciului                      | RONPA0128 | Dâmbovicioara                        | IV             | speologic                 | 0,50           |                                |
| Peștera Uluce                           | RONPA0127 | Dâmbovicioara                        | IV             | speologic                 | 0,50           |                                |
| Valea Vâlsanului                        | RONPA0142 | Mușătești Brăduleț Arefu Nucșoara    | IV             | mixt                      | 10.000         |                                |
| Zona carstică Dâmbovicioara - Brusturet | RONPA0121 | Dâmbovicioara Munții Piatra Craiului | IV             | geologic și peisagistic   | 2.000          |                                |
| Zona carstică Măgura - Nucșoara         | RONPA0854 | Nucșoara                             | IV             | geologic și peisagistic   | 15,80          | declarată prin HG 2151/2004    |